# Lê Đức Anh
Lê Đức Anh (1 tháng 12 năm 1920 – 22 tháng 4 năm 2019), tên khai sinh là Lê Văn Giác, bí danh là Nguyễn Phú Hòa, Sáu Nam, là Chủ tịch nước thứ 4 nước Cộng hòa xã hội chủ nghĩa Việt Nam nhiệm kỳ 1992 – 1997. Trước đó ông từng là tướng lĩnh Quân đội nhân dân Việt Nam, quân hàm Đại tướng, từng là Bộ trưởng Bộ Quốc phòng Việt Nam (1987 – 1991), Tổng Tham mưu trưởng Quân đội nhân dân Việt Nam (1986 – 1987).\\\
Lê Đức Anh đóng vai trò quan trọng trong chiến tranh Việt Nam và chiến tranh biên giới Tây Nam. Trong chiến tranh biên giới Tây Nam, ông là một trong những tướng trực tiếp chỉ huy chiến trường và giành nhiều thắng lợi quan trọng cho Việt Nam.
Sau Đổi Mới năm 1986, ông chuyển sang công tác dân sự. Ngày 23 tháng 9 năm 1992, ông trở thành Chủ tịch nước thứ 5 của nước Việt Nam thống nhất. Ông đã để lại nhiều dấu ấn đối ngoại như bình thường hóa quan hệ ngoại giao với Hoa Kỳ, thắt chặt lại mối quan hệ với các nước Trung Quốc, Nhật Bản, Hàn Quốc, Pháp... từ thời chiến tranh Việt nam.
Nhiệm kỳ của ông có nhiều điểm nổi bật gồm việc ông là Nguyên thủ quốc gia Việt Nam đầu tiên kể từ khi thống nhất thực hiện chuyến công du đến Hoa Kỳ và cùng Thủ tướng Võ Văn Kiệt thuyết phục Tổng thống Hoa Kỳ Bill Clinton dỡ bỏ lệnh cấm vận tại Việt Nam. Việt Nam chính thức gia nhập ASEAN vào ngày 28 tháng 7 năm 1995 cũng trong nhiệm kỳ của ông.
Ngày 23 tháng 9 năm 1997, ông chính thức hết nhiệm kỳ Chủ tịch nước và người kế nhiệm ông là Trần Đức Lương.

## Đầu đời
Ông nội Lê Đức Anh là Lê Thảng (6/11/1861 – 11/5/1939), quê quán tại Truồi, làng Bàn Môn, xã Lộc An, huyện Phú Lộc, thành phố Huế. Cụ Lê Thảng là nông dân, từng tham gia Phong trào Cần Vương. Cụ Lê Thảng kết hôn với bà Cung Thị Quyến sinh ra được 6 người con, 2 trai và 4 gái, trong đó có Lê Quang Túy (sinh 25/11/1885), con trai cả, là thân phụ Lê Đức Anh. Lê Quang Túy kết hôn với bà Lê Thị Thoa (sinh năm 1886) sinh ra Lê Văn Giác, chính là tên khai sinh của ông, vào ngày 1/12/1920 tại 1 căn nhà tranh của cha mẹ nuôi cụ Lê Quang Túy ở làng Trừng Hà, xã Phú Gia, huyện Phú Vang, thành phố Huế. Lê Quang Túy và bà Lê Thị Thoa có với nhau 13 người con, tất cả đều sinh ở làng Trừng Hà, xã Phú Gia, huyện Phú Vang, thành phố Huế, 4 người mất từ lúc còn nhỏ, còn 9 người, 2 trai và 7 gái. Lê Văn Giác là con thứ 7 trong 9 người con. Lê Hữu Độ, anh trai Lê Văn Giác, sau này là cán bộ phụ trách trại chăn nuôi của Bộ Công an Việt Nam. Lê Văn Giác có 3 người chị gái đã mất là Lê Thị Ngọc Tỷ, Lê Thị Kha, Lê Thị Hiệp và 2 em gái là bà Lê Thị Thể (làm nghề buôn bán ở thành phố Đà Nẵng) và bà Lê Thị Xoan (công tác tại Trường Trung cấp Y tế Huế, đã nghỉ hưu và hiện đang sống tại Huế).
Ông Lê Thảng và ông Lê Quang Túy kiêm thêm nghề thầy thuốc nên cuộc sống gia đình ông đỡ vất vả hơn người dân trong làng, vốn rất nghèo. Tuy vậy, ông bà Lê Quang Túy gia đình đông con nên phải vừa làm ruộng, vừa chữa bệnh, vừa đi làm thuê để kiếm sống.
Lê Văn Giác thông minh nên được ưu tiên ăn học. Lên 5 tuổi, cậu được học chữ Nho tại nhà. Từ 6 tuổi đến 10 tuổi, Lê Văn Giác học chữ Quốc ngữ ở làng Dưỡng Mong và Trường An Lương Đông, huyện Phú Lộc. Sau 1 trận dịch bệnh đậu mùa, Lê Văn Giác bị hỏng mắt trái, chân yếu không thể đi lại. Cậu phải chữa trị 1 năm mới trở lại bình thường. Vào năm đầu tiên đi học, cha mẹ Lê Văn Giác đổi tên cho cậu thành Lê Đức Anh theo lời khuyên của thầy giáo để cậu được ngồi bàn đầu tiên để nhìn cho rõ vì mắt kém.
Vào năm 11 tuổi, ông được cho ra học tiểu học ở thành Vinh, Nghệ An dưới sự nuôi dạy của chị gái Lê Thị Hiệp (tức Nở) và anh rể Trần Quát, người cùng làng, làm nghề dạy học ở thành Vinh. Ông học chương trình tiểu học bằng tiếng Pháp. Sau khi xong tiểu học, cậu trở về Phú Vang, Huế làm nông giúp cha mẹ.
Năm 15 tuổi, ông làm gia sư dạy chữ Quốc ngữ cho một số trẻ em làng Dưỡng Mong, huyện Phú Lộc, tỉnh Thừa Thiên Huế.
Nhận xét về tính cách của ông, theo lời thượng tướng Nguyễn Chí Vịnh, Lê Đức Anh là người rất khắt khe, nguyên tắc trong công việc; ít nói, lắng nghe cấp dưới một cách tập trung, chăm chú; ghét tính dối trá, cẩu thả, thiếu trách nhiệm. Theo Luật sư Cù Huy Hà Vũ (con trai cố nhà thơ Cù Huy Cận), Lê Đức Anh là người tiết kiệm và chân thành.

## Sự nghiệp quân đội

### Kháng chiến chống Pháp
Năm 1937, 17 tuổi, Lê Đức Anh bắt đầu tham gia các hoạt động cách mạng chống thực dân Pháp. Tháng 5 năm 1938, ông gia nhập Đảng Cộng sản Đông Dương.
Năm 1944, Lê Đức Anh tổ chức và Phụ trách các nghiệp đoàn cao su ở Lộc Ninh. Khi Cách mạng Tháng Tám năm 1945 nổ ra, ông tổ chức lực lượng gồm 300 người, trang bị vũ khí vừa thu được và giáo mác, tầm vông... dần qua với thị xã Thủ Dầu Một tham gia tổng khởi nghĩa.
Tháng 8 năm 1945, ông nhập ngũ, giữ các chức vụ từ Trung đội trưởng đến Chính trị viên Tiểu đoàn, chi đội 1 và Trung đoàn 301. Từ tháng 10 năm 1948 đến năm 1950, ông là tham mưu trưởng các Quân khu 7, Quân khu 8 và đặc khu Sài Gòn – Chợ Lớn. Từ năm 1951 đến 1954, giữ chức tham mưu phó, quyền tham mưu trưởng bộ tư lệnh Nam Bộ.

### Chiến tranh Việt Nam

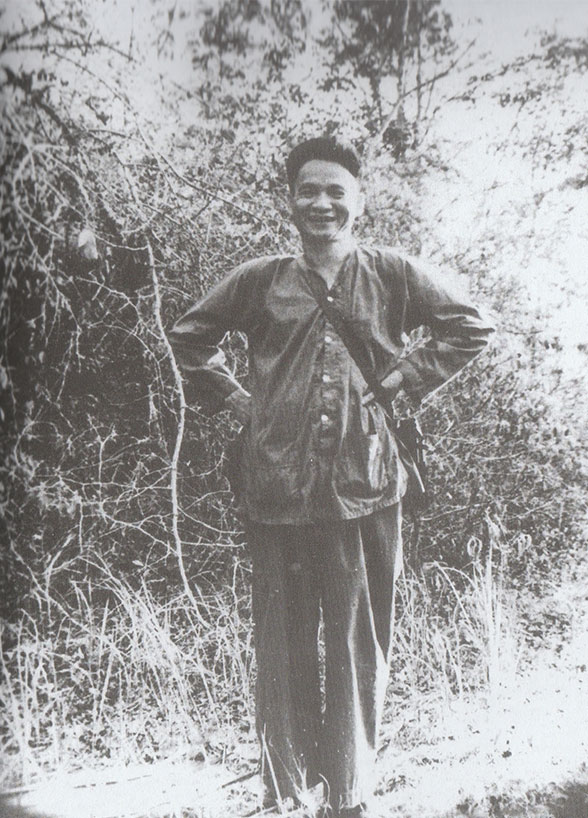
Phó Tư lệnh Quân Giải phóng miền Nam Việt Nam Lê Đức Anh trong Chiến tranh Việt Nam năm 1966.

Sau Hiệp định Genève, ông tập kết ra Bắc.
Tháng 5 năm 1955, ông được cử giữ chức Cục phó Cục Tác chiến, rồi Cục trưởng Cục Quân lực Bộ Tổng Tham mưu Quân đội nhân dân Việt Nam; hàm Đại tá (1958)
Từ tháng 8 năm 1963, ông giữ chức Phó Tổng Tham mưu trưởng Quân đội nhân dân Việt Nam.
Tháng 2 năm 1964, ông được điều vào Nam với bí danh Sáu Nam, giữ chức Phó Tư lệnh kiêm Tham mưu trưởng Quân Giải phóng Miền Nam.
Ngày 16 tháng 11 năm 1967, thân mẫu ông là cụ Lê Thị Thoa qua đời đúng lúc Lê Đức Anh đang chuẩn bị cho Tổng tiến công nổi dậy Tết Mậu Thân 1968 ở Bộ Chỉ huy miền Nam.
Năm 1969, Lê Đức Anh được điều về làm Tư lệnh Quân khu 9.
Ngày 23 tháng 6 năm 1969, thân phụ ông là cụ Lê Quang Túy mất khi Lê Đức Anh đang chỉ huy chiến trường miền Tây Nam Bộ.
Cuối năm 1974, ông được điều trở lại chức Phó Tư lệnh Quân Giải phóng miền Nam, trực tiếp chỉ huy đơn vị ở hướng Tây Nam. Cũng trong năm này, ông và Đồng Sĩ Nguyên được phong vượt cấp từ Đại tá lên Trung tướng. Trong 11 năm tham gia đánh Mỹ, ông đã trực tiếp chỉ huy 4 trận đánh lớn:
- Mùa khô năm 1966 – 1967, tướng Lê Đức Anh trực tiếp chỉ đạo đánh bại Chiến dịch Junction City của quân đội Mỹ và các nước đồng minh.
- Năm 1973, ông chỉ huy việc phá âm mưu bình định, tràn ngập lãnh thổ sau khi có Hiệp định Paris của quân lực Việt Nam Cộng Hòa ở địa bàn quân khu 9.
- Năm 1974, ông chỉ huy Chiến dịch Đường 14 – Phước Long, giải phóng tỉnh Phước Long và thăm dò khả năng phản công của quân đội VNCH.
- Năm 1975, ông được cử giữ chức Phó Tư lệnh Chiến dịch Hồ Chí Minh, kiêm Tư lệnh cánh quân Tây Nam đánh vào Sài Gòn. Từ tháng 5 năm 1976, ông tiếp tục giữ chức Tư lệnh Quân khu 9. Năm 1980, ông được thăng quân hàm Thượng tướng. Đến tháng 6 năm 1978, là Tư lệnh kiêm Chính ủy Quân khu 7, chỉ huy trưởng cơ quan tiền phương Bộ Quốc phòng ở mặt trận Tây – Nam cho đến năm 1981.

### Chiến trường Campuchia
Năm 1980, Trung tướng Lê Đức Anh đặt chân lên Campuchia với trọng trách tái thiết Campuchia sau Chiến tranh biên giới Tây Nam. Cũng trong năm 1980, ông được phong hàm từ Trung tướng lên Thượng tướng. Năm 1981, khi đang giữ chức Tư lệnh Quân khu 7, ông được phân công kiêm chức Thứ trưởng Bộ Quốc phòng, kiêm Tư lệnh quân tình nguyện Việt Nam tại Campuchia, Phó trưởng ban, rồi Trưởng ban lãnh đạo chuyên gia Việt Nam tại Campuchia.
Năm 1983, khi Lê Đức Anh đang điều trị mắt ở Liên Xô thì được Bộ Chính trị Ban Chấp hành Trung ương Đảng Cộng sản Việt Nam gọi về để lo vụ đánh địch ngầm ở Siem Reap. Lê Đức Anh giải quyết êm đẹp vụ này.
Năm 1984, ông được Chủ tịch Hội đồng Nhà nước thăng quân hàm từ Thượng tướng lên Đại tướng và được Bộ Chính trị chỉ định làm Uỷ viên Hội đồng Quân sự Bộ Quốc phòng .
Tháng 12 năm 1986, Lê Đức Anh được cử giữ chức Tổng Tham mưu trưởng Quân đội nhân dân Việt Nam.

## Sự nghiệp chính trị

### Bộ trưởng Bộ Quốc phòng (1987-1991)
Sau đó, Lê Đức Anh tham gia chính trường và giữ nhiều chức vụ trong chính phủ. Từ ngày 16 tháng 2 năm 1987 đến 10 tháng 8 năm 1991, ông là Bộ trưởng Bộ Quốc phòng, Phó Bí thư thứ nhất Đảng ủy Quân sự Trung ương. Khi Bộ Chính trị họp đã thông qua kế hoạch điều chỉnh chiến lược và giảm quân số quân đội của ông, từ 1,5 triệu quân thường trực xuống còn 450.000 quân (từ 9 quân đoàn giảm xuống còn 4 quân đoàn), gánh nặng ngân sách quốc phòng được giải tỏa. Trong thời gian giữ chức vụ Bộ trưởng Quốc phòng, ông đã là 1 người có tiếng nói lớn trong hệ thống chính trị của Việt Nam.
Cuối tháng 2 năm 1987, trong cuộc họp Bộ Chính trị ở Nhà Con Rồng – Sở Chỉ huy của Bộ Quốc phòng tại Hoàng thành Thăng Long, Đại tướng Lê Đức Anh, Bộ trưởng Bộ Quốc phòng đã đề xuất thực hiện "phá thế bao vây cấm vận của Mỹ và bình thường hóa quan hệ với Trung Quốc, tìm cách gia nhập ASEAN".
Năm 1988, trong chuyến thị sát tại quần đảo Trường Sa, Lê Đức Anh trên cương vị Bộ trưởng Quốc phòng đã dự lễ kỷ niệm 33 năm ngày truyền thống của Quân chủng Hải quân, Quân đội nhân dân Việt Nam (7/5/1955–7/5/1988). Chuyến thăm diễn ra ngay sau khi Trung Quốc nổ súng vào tàu vận tải của Việt Nam tại đảo Gạc Ma rạng sáng 14/3 làm 64 chiến sĩ trên tàu HQ-604 hy sinh. Ông phát biểu: "...chúng ta xin thề trước hương hồn của tổ tiên ta, trước hương hồn của cán bộ, chiến sĩ đã hy sinh vì Tổ quốc, xin hứa với đồng bào cả nước, xin nhắn nhủ với các thế hệ mai sau "Quyết tâm bảo vệ bằng được Tổ quốc thân yêu của chúng ta, bảo vệ bằng được quần đảo Trường Sa – một phần lãnh thổ và lãnh hải thiêng liêng của Tổ quốc thân yêu của chúng ta".
Năm 1989, sau sự kiện Sự sụp đổ của chủ nghĩa cộng sản ở Đông Âu, ông cảnh báo về mối đe dọa được cho là phương Tây đang phá hoại Đảng Cộng sản Việt Nam, lập luận về việc quân đội tham gia nhiều hơn vào chính trị "vào thời điểm chủ nghĩa xã hội Việt Nam đang bị tấn công".
Ông là một trong số ít những cán bộ quân đội đã trải qua cả 4 chiến trường trong suốt 40 năm: Tham gia 9 năm kháng chiến chống Pháp, tham gia chỉ huy tại chiến trường miền Nam chống Mỹ trong 11 năm (1964 – 1975), chỉ huy chiến trường Campuchia trong 7 năm (1979 – 1986), tham gia chỉ huy chiến trường biên giới phía Bắc trong 3 năm (1986 – 1989).

### Chủ tịch nước (1992-1997)

Ông Lê Đức Anh thăm Trung Quốc, năm 1993

Năm 1991, Lê Đức Anh giữ chức vụ Thường trực Bộ chính trị. Năm 1992, ông được Quốc hội nước Cộng hòa Xã hội Chủ nghĩa Việt Nam bầu vào chức vụ Chủ tịch nước. Ông cũng là Ủy viên BCH TƯ khóa IV – VIII, Ủy viên Bộ Chính trị khóa V – VIII, Ủy viên thường vụ Bộ Chính trị khóa VIII; đại biểu Quốc hội khóa VI, VIII, IX và Chủ tịch Hội đồng quốc phòng và an ninh. Vào ngày 23 tháng 9 năm 1992, ông là người kế nhiệm Chủ tịch Hội đồng Nhà nước Võ Chí Công và do đó là Chủ tịch nước Việt Nam. Mặc dù vị trí này (theo phương Tây) chủ yếu mang tính biểu tượng, chức Chủ tịch nước trở nên quan trọng hơn nhiều trong nhiệm kỳ của ông. Ông giữ chức danh này cho đến khi được Trần Đức Lương thay thế vào ngày 24 tháng 9 năm 1997. Đại tướng Lê Đức Anh đã được ghi công với một số giải thưởng, bao gồm Huân chương Sao Vàng và Huân chương Hồ Chí Minh. Là người đã trải qua chiến tranh, thấu hiểu nỗi mất mát của nhân dân, ông đã hiện thực hóa bằng pháp lệnh trao tặng danh hiệu Bà mẹ Việt Nam anh hùng.
Trong cuốn sách của mình, tác giả Bolton cho rằng Lê Đức Anh được nhiều người coi (về mặt tư tưởng) là người bảo thủ nhất trong số 3 nhà lãnh đạo chính trị trong nhiệm kỳ của mình. Thủ tướng Võ Văn Kiệt được cho là ủng hộ cải cách và do đó thường không đồng ý với Lê Đức Anh. Tổng Bí thư Đảng Cộng sản Việt Nam Đỗ Mười thì linh hoạt hơn về mặt tư tưởng và được coi là đại diện cho sự trung dung giữa Anh và Kiệt, nhưng dường như có xu hướng bảo thủ. Bolton cho rằng Lê Đức Anh phản đối những cải cách kinh tế mà ông cho là quá liều lĩnh của ông Kiệt. Năm 1991, Lê Đức Anh ủng hộ Đỗ Mười ứng cử cương vị lãnh đạo đảng để phản đối Võ Văn Kiệt. Cũng theo Bolton thì nhóm ủng hộ ông Kiệt sau đó đã lan truyền tin đồn về những hành vi xấu được cho là có liên quan đến Lê Đức Anh trong thời gian ông ở Campuchia. Tuy nhiên, không rõ Bolton dựa vào căn cứ nào để đưa ra những kết luận này trong cuốn sách của mình.
Bản thân ông Võ Văn Kiệt thì nhận xét về ông Lê Đức Anh như sau:
"Ngần ấy thời gian biết anh Sáu Nam – Lê Đức Anh, có lúc cùng chiến trường, có lúc cùng ở cấp lãnh đạo đất nước, anh là một cán bộ tham mưu tầm cỡ, một vị chỉ huy cương nghị, bản lĩnh và dám chịu trách nhiệm, một Bộ trưởng Quốc phòng trong thời bình xây dựng có nhiều đổi mới trong tổ chức và bố trí lực lượng quân đội, lực lượng vũ trang nhân dân, một trong những người lãnh đạo quốc gia tầm cỡ trong thời kỳ đổi mới đất nước... Công bằng mà đánh giá, không có nhiều tướng lĩnh như anh Lê Đức Anh..."
Trong nhiệm kỳ Chủ tịch nước của Lê Đức Anh, Việt Nam đã thành công trong việc bình thường hóa quan hệ Hoa Kỳ – Việt Nam vào năm 1995 và cùng với ông Kiệt thuyết phục Tổng thống Bill Clinton bãi bỏ lệnh cấm vận đối với Việt Nam. Cũng trong năm này, Chủ tịch nước Lê Đức Anh đã sang Hoa Kỳ để tham dự lễ kỉ niệm 50 năm thành lập Liên Hợp Quốc. Ông là nguyên thủ đầu tiên của nước Cộng hòa Xã hội chủ nghĩa Việt Nam đặt chân lên lãnh thổ Hoa Kỳ kể từ khi kết thúc Chiến tranh Việt Nam năm 1975. Ngày 28 tháng 9 năm 1995, nhiệm kỳ của ông cũng đặc biệt gây chú ý khi Việt Nam chính thức gia nhập trở thành thành viên thứ 7 của khối ASEAN sau những hòa giải trong quan hệ ngoại giao giữa Việt Nam và hiệp hội này.
Giữa tháng 11 năm 1996, ông phải nhập viện sau một lần đột quỵ lớn. Năm 1997, Chủ tịch nước Lê Đức Anh bị xuất huyết não. Điều này xảy ra vào thời điểm nhóm cải cách mà ông phản đối đang suy tàn và trong một thời gian, bệnh của ông dường như thay đổi động lực trong giới lãnh đạo chính trị, khôi phục lại xu hướng cải cách. Tuy nhiên, Tổng Bí thư Đỗ Mười đã lãnh đạo một cuộc phản công chống lại xu hướng cải cách khi cảnh báo về những mặt trái của nền kinh tế thị trường đang ngày cảng nảy nở như tham nhũng, tệ nạn xã hội, suy thoái đạo đức... Điều này được tăng thêm động lực khi Lê Đức Anh bất ngờ hồi phục vào tháng 4 năm 1997.
Vào cuối tháng 9 năm 1997, Quốc hội miễn nhiệm chức Chủ tịch nước kiêm Chủ tịch Hội đồng quốc phòng và an ninh đối với ông, Phó Thủ tướng Trần Đức Lương đã được bầu làm Chủ tịch nước tiếp theo.

### Cố vấn Ban Chấp hành Trung ương Đảng (1997-2001)
Ông làm Cố vấn Ban Chấp hành Trung ương Đảng Cộng sản Việt Nam từ tháng 12 năm 1997 đến tháng 4 năm 2001 thì chức vụ này bị bãi bỏ. Ông là người đã hỗ trợ cho Lê Khả Phiêu để ông này là Tổng bí thư.

## Nghỉ hưu tới trước khi qua đời

### Nghỉ hưu
Sau khi chức Cố vấn bị bãi bỏ, ông đã nghỉ hưu. Sau khi nghỉ hưu, ông sống ở nhà riêng của mình. Năm 2013, ông được trao huy hiệu 75 năm tuổi Đảng.. Trong lễ kỷ niệm 70 năm Ngày truyền thống Quân khu 7 vào năm 2015, ông đã có mặt tham dự buổi lễ. Nhân dịp sinh nhật thứ 94, ông đã được các lãnh đạo đến mừng thọ có cả cố Tổng bí thư Nguyễn Phú Trọng.

### Qua đời và quốc tang
Đại tướng Lê Đức Anh qua đời vào hồi 20h10, ngày 22 tháng 4 năm 2019 ở tuổi 98, tại nhà công vụ số 5A phố Hoàng Diệu, Hà Nội – nơi ông và vợ gắn bó với nhau từ cuối năm 1986.
Lễ viếng từ 7 – 11h ngày 3 tháng 5 năm 2019 tại Nhà tang lễ Quốc gia, Hà Nội (nơi đặt linh cữu của ông), Hội trường Thống Nhất và trụ sở Ủy ban nhân dân tỉnh Thừa Thiên Huế (quê hương ông) theo nghi thức quốc tang. Lễ truy điệu từ 10h45 ngày 3 tháng 5 năm 2019, 11h15 cùng ngày linh cữu được đưa ra Sân bay quốc tế Nội Bài để đưa về Thành phố Hồ Chí Minh theo nguyện vọng của gia đình.
Đến 15h30 ngày 3 tháng 5 năm 2019, linh cữu của Lê Đức Anh đã về tới Thành phố Hồ Chí Minh đặt an vị ở vị trí gia đình sắp xếp tại khu K1, nghĩa trang Thành phố Hồ Chí Minh. Lễ an táng đã được tổ chức tại đây vào 16h30 cùng ngày. Trong lễ tang, Thủ tướng Nguyễn Xuân Phúc và Chủ tịch Quốc hội Nguyễn Thị Kim Ngân nâng linh cữu, nhóm lực lượng ở Thành phố Hồ Chí Minh mang di ảnh của ông. Ông  Lê Mạnh Hà – trưởng nam thay mặt gia đình lo liệu hậu sự. Đến đưa tiễn Lê Đức Anh lần cuối còn có Đặng Thị Ngọc Thịnh, Nguyễn Tấn Dũng và các lãnh đạo, nguyên lãnh đạo đảng, nhà nước ở Hà Nội và Thành phố Hồ Chí Minh. Sau đó thể theo di nguyện của ông và nguyện vọng của gia đình, phần mộ của ông đã được đặt cạnh nơi an nghỉ của những người bạn tri kỷ quá cố, nơi để người dân có thể thường xuyên đến thăm viếng và chăm sóc.

## Lịch sử thụ phong quân hàm
| Năm thụ phong | 1958   | 1974                         | 1980         | 1984      |
| ------------- | ------ | ---------------------------- | ------------ | --------- |
| Quân hàm      |        |                              |              |           |
| Cấp bậc       | Đại tá | Trung tướng (thăng vượt cấp) | Thượng tướng | Đại tướng |

## Phong tặng
Đại tướng Lê Đức Anh được Nhà nước Việt Nam tặng thưởng nhiều phần thưởng cao quý:
- Huân chương Sao Vàng (1997).
- Huân chương Hồ Chí Minh.
- Huân chương Quân công hạng Nhất.
- Huân chương Chiến công hạng Nhất.
- Huân chương Chiến thắng hạng Nhất.
- Huân chương Kháng chiến hạng Nhất.
- Huân chương Chiến công giải phóng hạng Nhất.
- Huân chương Chiến sĩ giải phóng hạng Nhất.
- Huy chương Quân kỳ quyết thắng.
- Huân chương Chiến sĩ vẻ vang hạng Nhất, Nhì, Ba.
- Huy hiệu 80 năm tuổi Đảng và nhiều huân, huy chương khác.

## Vinh danh

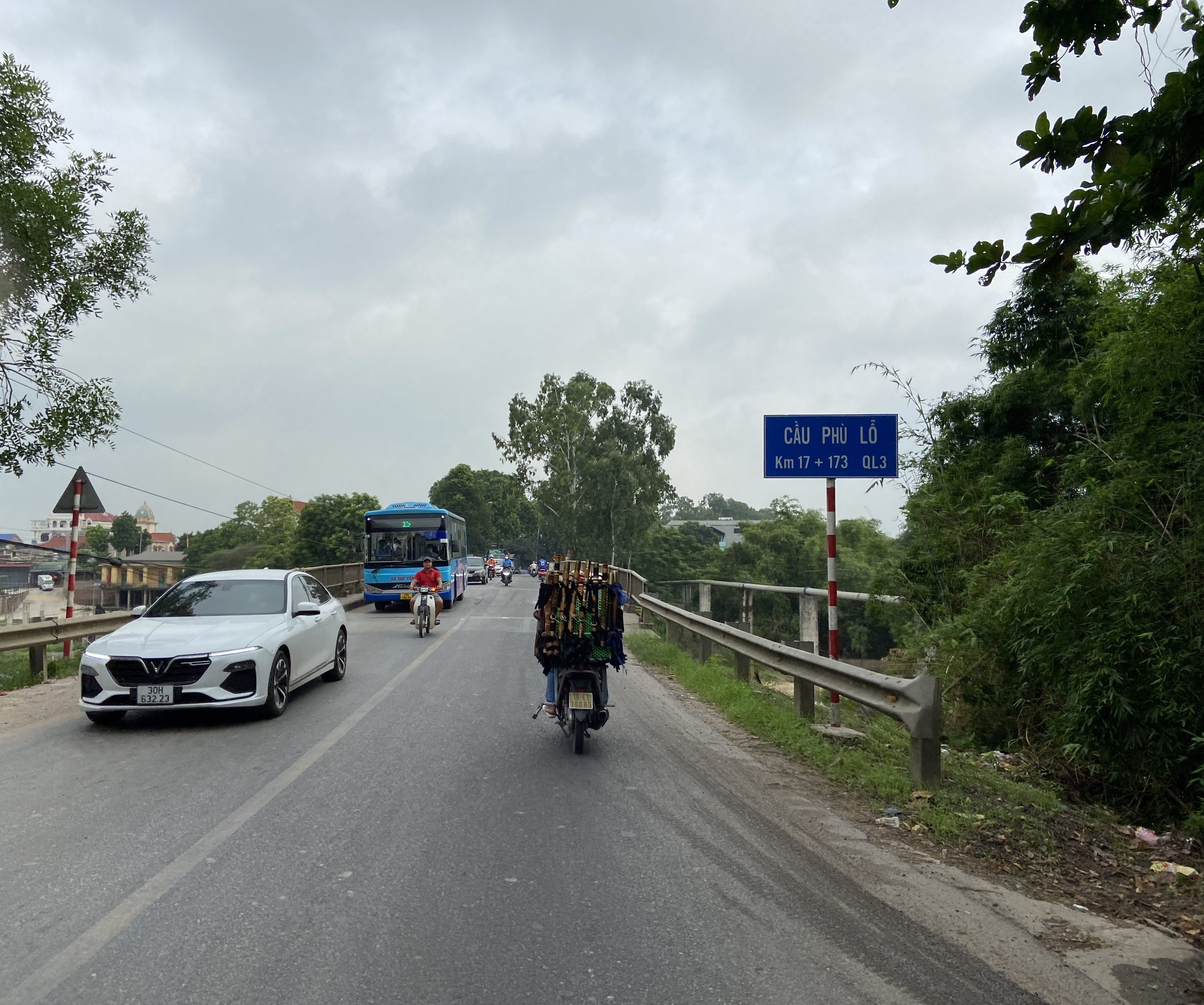
Cầu Phù Lỗ nằm trên đường Lê Đức Anh

Ngày 29 tháng 8 năm 2023, UBND tỉnh Thừa Thiên – Huế đã đặt tên đường Lê Đức Anh dài 3 km từ ngã 3 Trương Vỹ Dạ đến đường Võ Chí Công.
Ngày 29 tháng 4 năm 2024, UBND thành phố Hà Nội đã quyết định đổi tên một đoạn đường Quốc lộ 3 từ Quốc lộ 23 đến nút giao cao tốc Nội Bài – Bắc Ninh thành đường Lê Đức Anh.
Ngày 12 tháng 12 năm 2024, UBND thành phố Hồ Chí Minh đã đặt tên đường Lê Đức Anh từ nút giao An Sương đến vòng xoay An Lạc.

## Gia đình riêng
Lê Đức Anh lập gia đình lần đầu với bà Phạm Thị Anh (tự Bảy Anh, sinh năm 1925, mất 2011). Bà Phạm Thị Anh là con của một điền chủ nhỏ ở huyện Bến Cát, Bình Dương. Ông và bà có với nhau 2 người con. Người con gái đầu mất hai ngày sau khi sinh do sinh thiếu tháng và phải chạy giặc. Người con gái thứ 2 tên Lê Xuân Hồng sinh năm 1951 ở xã An Tây, huyện Bến Cát, là Tiến sĩ tâm lý học, nguyên là Hiệu trưởng Trường Cao đẳng Sư phạm mẫu giáo Trung ương 3 (nay là Trường Cao đẳng Sư phạm Trung ương Thành phố Hồ Chí Minh), nghỉ hưu năm 2005. Sau hiệp định Genève 1954, ông tập kết ra Bắc còn bà vẫn ở lại miền Nam. Sau khi ra Bắc, trong cuộc "chỉnh huấn, chỉnh quân" do cố vấn Trung Quốc chỉ đạo, ông bị kiểm điểm do lấy vợ thuộc thành phần địa chủ tư sản và phải tuyên bố "ly khai với gia đình vợ". Ở miền Nam, bà Bảy Anh nhận được tin này nhưng không đi bước nữa. Năm 2009, ông Anh và bà Bảy Anh đã gặp lại nhau sau gần 60 năm xa cách tại nhà riêng của bà Anh ở Bến Cát, Bình Dương.
Năm 1956, Lê Đức Anh kết hôn với bà Võ Thị Lê (sinh năm 1928, tại xã Quế Phong, huyện Quế Sơn, tỉnh Quảng Nam, mất ngày 18 tháng 11 năm 2016 tại Bệnh viện Trung ương Quân đội 108, Hà Nội). Bà Lê là bác sĩ y khoa, công tác tại Bệnh viện Việt Xô Hà Nội. Bà Lê đã có một con gái với chồng trước tên là Huỳnh Thị Lệ Hạnh, sinh năm 1950, là kỹ sư thông tin, cán bộ hàng không, nay đã nghỉ hưu. Theo các phương tiện thông tin đại chúng, Lê Đức Anh và người vợ hai của ông có hai người con:
- Người con đầu là Lê Mạnh Hà (sinh năm 1957), nguyên là Phó Chủ nhiệm Văn phòng Chính phủ, nghỉ hưu từ 1 tháng 11 năm 2017, đồng thời cũng là người đã thay mặt gia đình đọc lời cảm tạ trong lễ truy điệu vào ngày 3/5/2019.[21]
- Người con gái thứ hai là Lê Xuân Hồng, sinh năm 1959, Cử nhân kinh tế, nguyên là Cục phó Cục Hải quan Thành phố Hồ Chí Minh, nghỉ hưu tháng 11 năm 2016.[5]

Các con của Lê Đức Anh đều là đảng viên của Đảng Cộng sản Việt Nam.